# Championnat de la Ligue de football association
Le Championnat de la Ligue de Football Association est une compétition française de football disputée chaque saison entre 1910 et 1914 puis en 1918 et 1919. Il s'agit d'un championnat amateur organisé par la Ligue de football association (LFA). Le vainqueur participe ensuite au Trophée de France.

## Palmarès
| Édition   | Vainqueur                         |
| --------- | --------------------------------- |
| 1910-1911 | Cercle athlétique de Paris        |
| 1911-1912 | Red Star Amical Club              |
| 1912-1913 | Cercle athlétique de Paris (2)    |
| 1913-1914 | Football étoile club de Levallois |
| 1917-1918 | Vie au Grand Air du Médoc         |
| 1918-1919 | Red Star Amical Club (2)          |

## Clubs participants

### Championnat 1910-1911
- Red Star Amical Club
- Cercle athlétique de Paris
- Union sportive suisse de Paris
- Club des sports athlétiques
- Paris Star
- Football étoile club de Levallois

(liste incomplète)
Le titre est remporté le CA Paris à l'issue d'une finale jouée contre le Red Star AC le 12 mars 1911 à Charentonneau devant un millier de spectateurs,.
| Finale 1911       | CA Paris                                                                                      | 1 – 0   | Red Star AC                                                                                     | Stade de Charentonneau, Maisons-Alfort             |                                                    |
| 12 mars 1911 15 h | Payot                                                                                         | (1 – 0) |                                                                                                 | Spectateurs : environ 1 000 Arbitrage : M. Barette | Spectateurs : environ 1 000 Arbitrage : M. Barette |
| 12 mars 1911 15 h | Coulon - Verlet, C. Bilot - Bigué, Cyprès, G. Bilot - Bourdon, Devic, Mesnier, Gravier, Payot | Équipes | Wooley - Heyting, Gindrat - Nicolaï, du Rhéart, Gamblin - Verbrugge, Denis, Maës, Haazem, Morel | Spectateurs : environ 1 000 Arbitrage : M. Barette | Spectateurs : environ 1 000 Arbitrage : M. Barette |

### Championnat 1911-1912
Le championnat compte 2 séries : 8 clubs dans la première série et 17 clubs dans la deuxième.
- Red Star Amical Club
- Cercle athlétique de Paris
- Union sportive suisse
- Club des sports athlétiques
- Etoile sportive du XIIIe
- Paris Star
- Olympique
- Football Étoile Club de Levallois

### Championnat 1912-1913

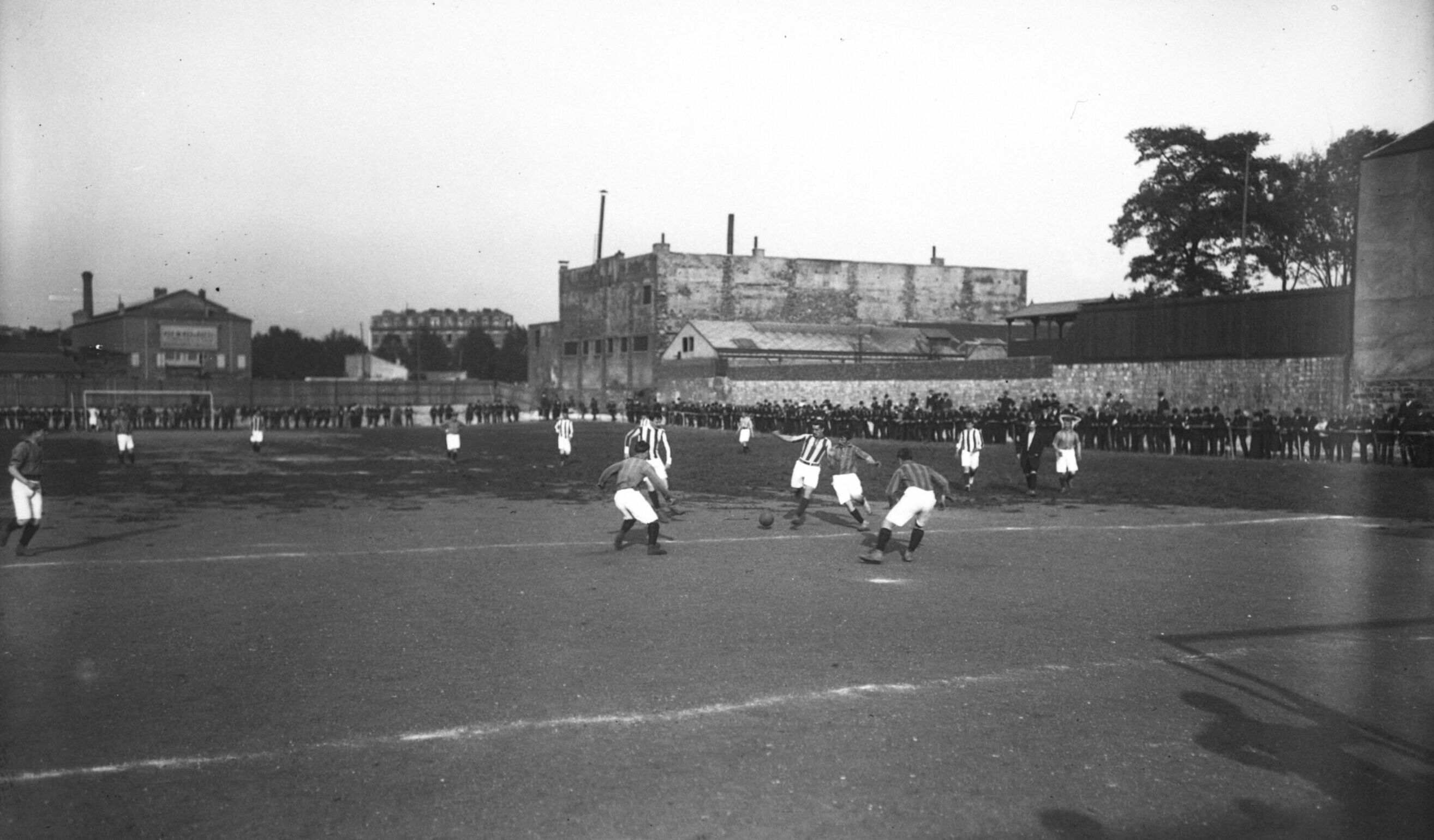
Le Red Star affrontant le CA Vitry le 22 septembre 1912 au stade de Saint-Ouen.

Classement :
- Cercle athlétique de Paris
- Red Star Amical Club
- Union sportive suisse de Paris
- Olympique de Pantin
- Cercle athlétique de Vitry
- Club des sports athlétiques
- Jeunesse athlétique de Saint-Ouen
- Etoile sportive du XIIIe
- Football étoile club de Levallois
- Club de Levallois

### Championnat 1913-1914
Classement avant les matchs en retard.
- Football étoile club de Levallois
- Red Star Amical Club
- Cercle athlétique de Paris
- Union sportive suisse de Paris
- Olympique de Pantin
- Cercle athlétique de Vitry
- Club des sports athlétiques
- Jeunesse athlétique de Saint-Ouen